# Gamar Salamzade
Gamar Salamzade (en azerí:Qəmər Salamzadə; Najicheván, 5 de mayo de 1908 – Bakú, 1994) fue la primera directora de cine y guionista de Azerbaiyán.

## Biografía
Gamar Salamzade nació el 5 de mayo de 1908 en Najicheván. En 1912 su familia mudó a Tiflis. Después de graduarse de la escuela secundaria Gamer se fue a Moscú en 1929 y empezó a estudiar en la Universidad Panrusa Guerásimov de Cinematografía. Después de graduarse de la universidad regresó a Bakú y en 1931-1932 continuó su educación en la universidad con Rza Tahmasib, Salam Salamzade y Rustam Mustafayev. Gamar Salamzade fue el autor de "El mundo visible desde una pequeña ventana”.
Gamar Salamzade murió en 1994 en Bakú.

## Filmografía
- 1937 – “Los amigos”
- 1938 – “Azerbaiyán”
- 1941 – “Sebuhi”
- 1943 – “Una familia”